# Žirče
Žirče (en serbe cyrillique : Жирче) est un village de Serbie situé dans la municipalité de Tutin, district de Raška. Au recensement de 2011, il comptait 276 habitants.
Žirče est également connu sous les noms de Zhirçë et de Žirča.

## Démographie

### Évolution historique de la population
| 1948 | 1953 | 1961 | 1971 | 1981 | 1991 | 2002 | 2011 |
| ---- | ---- | ---- | ---- | ---- | ---- | ---- | ---- |
| 278  | 305  | 254  | 374  | 411  | 362  | 370  | 276  |

|  |